# Adsız Adası
Adsız Adası är en ö i Azerbajdzjan.   Den ligger i distriktet Baku, i den östra delen av landet, 80 kilometer söder om huvudstaden Baku.